# Prasinocyma hailei
Prasinocyma hailei là một loài bướm đêm trong họ Geometridae.